# 달성 현풍 석빙고
달성 현풍 석빙고(達城 玄風 石氷庫)는 대한민국 대구광역시 달성군 현풍읍에 있는 조선시대의 건축물이다. 1980년 9월 16일 대한민국의 보물 제 689호로 지정되었다.

## 개요
석빙고는 글자 그대로 얼음을 보관하는 창고로 알려져 있지만, 안동 석빙고처럼 특산물을 진상하기 위하여 만든 것도 있다. 따라서 석빙고는 신선도를 유지할 필요가 있는 생산물의 보관기능도 가졌을 것으로 여겨진다.
이 석빙고는 북으로 뻗은 능선의 아래쪽을 이용하여 장축을 남-북으로 두고 만들었는데, 출임구가 능선쪽인 남쪽에 마련되어 있고, 전면으로는 하천이 흐르고 있다. 입구에는 바깥 공기와의 차단을 위하여 옹벽을 만들었으며, 내부는 무지개꼴의 홍예구조로 천정을 하여 요철(凹凸)을 이루면서 환풍구를 두 군데에 배치하였다. 바닥에는 배수로를 설치하고 돌을 깔았다.
내·외부의 이러한 구조는 선조들의 온·습도 유지에 대한 과학적 사상을 보여주고 있는 점에서 중요하다. 얼음 창고의 크기는 길이 9m, 너비 5m, 높이 6m이다.
1981년 보수작업 때에 숭정기원후이경술(崇禎紀元後二庚戌)이라 쓰여진 비가 발견되어 1730년에 만들어진 것임을 알게 되었다.

## 같이 보기
- 석빙고

## 참고 자료
- 달성 현풍 석빙고 - 국가유산청 국가유산포털